# Castelões (Vila Nova de Famalicão)
Castelões é uma freguesia portuguesa do município de Vila Nova de Famalicão, com 3,60 km² de área e 2083 habitantes (censo de 2021). A sua densidade populacional é 578,6 hab./km².

## Demografia
A população registada nos censos foi:
| Distribuição da População por Grupos Etários | Distribuição da População por Grupos Etários | Distribuição da População por Grupos Etários | Distribuição da População por Grupos Etários | Distribuição da População por Grupos Etários |
| -------------------------------------------- | -------------------------------------------- | -------------------------------------------- | -------------------------------------------- | -------------------------------------------- |
| Ano                                          | 0-14 Anos                                    | 15-24 Anos                                   | 25-64 Anos                                   | > 65 Anos                                    |
| 2001                                         | 344                                          | 262                                          | 958                                          | 182                                          |
| 2011                                         | 353                                          | 241                                          | 1158                                         | 269                                          |
| 2021                                         | 285                                          | 258                                          | 1157                                         | 383                                          |

## Política

### Executivo da Junta
- Presidente: Francisco Rodrigues de Sá (FSPC)
- Secretário: Bruno da Silva Campos
- Tesoureiro: Fernanda Manuela Melo da Silva Couto

### Presidentes da Junta
| Mandato   | Presidente                | Partido |
| --------- | ------------------------- | ------- |
| 1985-1989 | Álvaro Carvalho Machado   | PS      |
| 1989-1993 | José Carlos Mendes Araújo | PS      |
| 1993-1997 | José Carlos Mendes Araújo | PS      |
| 1997-2001 | José Carlos Mendes Araújo | PS      |
| 2001-2005 | Francisco Rodrigues de Sá | M.A.F.  |
| 2005-2009 | Francisco Rodrigues de Sá | PS      |
| 2009-2013 | Francisco Rodrigues de Sá | PS      |
| 2013-2017 | Bruno da Silva Campos     | PS      |
| 2017-2021 | Francisco Rodrigues de Sá | PS      |
| 2021-ACT. | Francisco Rodrigues de Sá | FSPC    |

## Cultura

### Património
- Conjunto - Casa de São Tiago e Aqueduto, no lugar de S. Tiago.[6]
- Igreja Paroquial de Castelões
- Capela de Santo António
- Escola EB 1 da Campa
- Alminhas: Rua do Agrêlo[7], Rua Monte de Baixo[8], Rua do Seixal[8] e Rua das Torres[9]
- Estação arqueológica de São João de Perrelos,[10] localizada sobretudo em Delães

### Personalidade
- Álvaro de Castelões, 3.º Visconde de Castelões, poeta, deputado e engenheiro natural do Porto.

### Coletividades
- Confraria de Santo António
- Centro Social da Paróquia de Castelões
- Agrupamento de Escuteiros de Castelões (0441)
- Associação Desportiva de Castelões (ADECA)
- Associação de Pais e Encarregados de Educação da EB 1 de Castelões

### Festividades
- Festividades em Honra de São Tiago (25 de julho)
- Festividades em Honra de Santo António (13 de junho), organizadas pela Comissão de Festas de Santo António.

### Publicações
- O Castrejo

## Heráldica

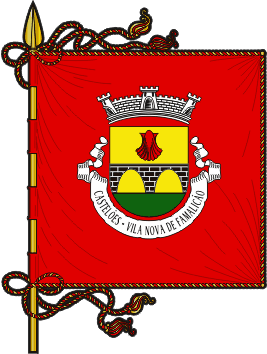
Estandarte de Castelões

Brasão: Escudo de ouro, aqueduto de dois arcos de negro, lavrado de prata, movente dos flancos e sobre um terrado de verde; em chefe uma vieira de vermelho. Coroa mural de prata de três torres. Listel branco com a legenda a negro, em maiúsculas: "CASTELÕES – VILA NOVA DE FAMALICÃO".
- O aqueduto de negro: Ao longo dos anos constituiu um forte recurso para o desenvolvimento económico da freguesia e é, para além disso, um valor patrimonial para Castelões.
- O terrado de verde: Alude aos terrenos férteis da freguesia, onde está situado o aqueduto.
- A vieira de vermelho: Representa o Orago da freguesia, o Apóstolo Santiago, pois esta localidade está situada no percurso medieval denominado "Caminho de Santiago", rota de peregrinação a Santiago de Compostela.
- Escudo de ouro: Metal que simboliza a fé, a nobreza, a força e a fidelidade.

Bandeira: A bandeira é constituída pelo brasão de Castelões numa posição central, envolvido por um fundo vermelho. É representada na proporção 3×2.
Estandarte: De vermelho, cordões e borlas de ouro e vermelho. Haste e lança de ouro. É representado na proporção 1×1.